# Valutateken
Een valutateken is een grafisch symbool dat gebruikt wordt om een munteenheid aan te geven. Internationaal worden ISO 4217-codes gebruikt in plaats van valutatekens, al kunnen valutatekens in hun respectievelijke landen populair zijn.

## Oude valutatekens
Het bekendste oude valutateken in het Nederlandse taalgebied is dat voor de Nederlandse gulden. Het is nog te vinden op toetsenborden van oudere computers en op typemachines die voor gebruik in Nederland waren bedoeld:
- ƒ

Een ander oud valutateken is dat van de Reichsmark: ℛℳ.

## Oorsprong
Voordat men begin 19de eeuw in de Verenigde Staten dollars ging gebruiken, was er daar vooral Spaans en Brits geld in omloop. De dollar werd naar deze Spaanse valuta gemodelleerd en heeft daar waarschijnlijk ook het dollarteken aan te danken. Peso’s werden oorspronkelijk afgekort met ‘ps’, later met een S met een verticale streep erdoor in plaats van de P. Dit teken wordt nog steeds gebruikt voor onder andere Mexicaanse en Uruguayaanse peso’s.Het teken voor de Britse pond £ is ontstaan uit het woord libra, weegschaal.Het guldenteken ƒ komt net als de benaming gulden van gulden florijn, vernoemd naar de Italiaanse gouden florijn uit Florence.